# Kávay Zoltán
Kávay Zoltán (Sajószentpéter, 1931. június 23. – Budapest, 2002. szeptember 10.) evezős, edző, majd középiskolai tanár.

## Sportpályafutása
- Klubjai: Bp. Honvéd, Bp. Kinizsi (1956), FTC
- Kiemelkedő eredményei: kormányos nélküli négyesben kijutott a melbourne-i olimpiára,[5][6] a bledi Eb-n második, Tizenötszörös magyar bajnok és Magyarország örökös bajnoka.
- Válogatott: 1953-tól 1958-ig volt.

## Eredményei
Magyar bajnokságok, Európa bajnokságok, helyezések:
- 1953 OB I.  2- Kávay Zoltán, Ütő Géza (Bp. Honvéd)
- 1954 OB I.  2- Kávay Zoltán, Ütő Géza (Bp. Kinizsi)
- 1954 OB I.  8+ Sándor István, Kovács Csaba, Mészáros Géza, Hidas Márton, Riheczky Rezső, Kávay Zoltán, Márton László, Ütő Géza, Paulovics Béla (kormányos)
- 1955 OB I.  4+, 4- Kovács Csaba, Riheczky Rezső, Kávay Zoltán, Ütő Géza, Paulovics Béla (kormányos)
- 1956 OB I.  4+, 4- Kovács Csaba, Riheczky Rezső, Kávay Zoltán, Ütő Géza, Zimonyi Róbert
- 1956 EB II.  4- (Bled) Ütő Géza, Kovács Csaba, Riheczky Rezső, Kávay Zoltán

## Visszaemlékezés
Egyik volt diákja, az 1985-ben végzett Freud László (IV. c) így emlékezett vissza tanárára:
Kávay tanár úrnak nagyon egyedi stílusa volt. Szunyinak hívott, mert olyan vékony voltam, mint egy szúnyog. De szeretett is, mert az első 2 évfolyamban én voltam a legkisebb is, talán ezért voltam nála kicsit kivételezett helyzetben. Na meg azért is, mert vékonyka létemre majdnem mindig én győztem a kötélen való függeszkedésben. Kávay tanár úr nagydarab, erős ember volt - emlékeim szerint, - de valami betegség miatt később nagyon lefogyott.